# ベルンハルト・デルンブルク

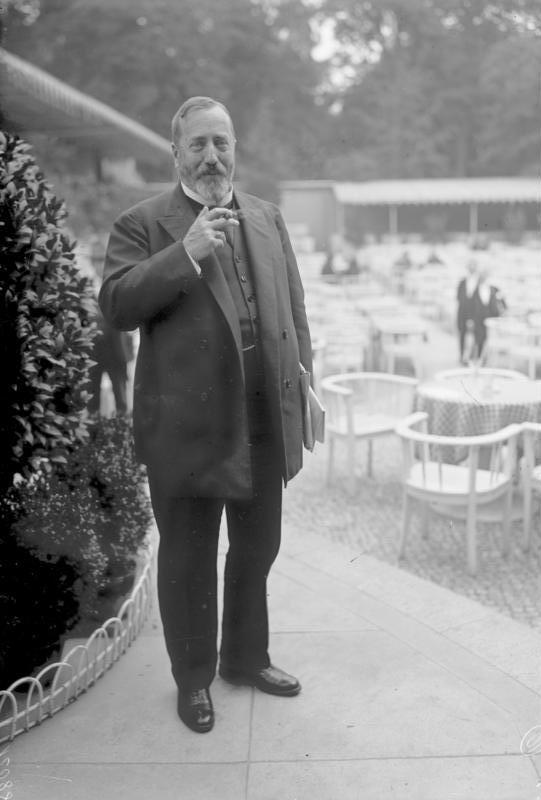
ベルンハルト・デルンブルク（1931年7月）

ベルンハルト・デルンブルク（Bernhard Dernburg、1865年7月17日－1937年10月14日）はドイツの政治家、銀行家。

## 生涯
ジャーナリストで国民自由党所属の帝国議会議員だったフリードリヒ・デルンブルク（1833年－1911年）の息子。民法学者のハインリヒ・デルンブルクは伯父。ドイツ銀行をはじめとする様々な銀行で勤務したのち、1889年に会計事務所ドイツ信託会社（Deutsche Treuhand-Gesellschaft）のディレクターとなり、1901年にはダルムシュタット商工銀行に役員として移籍した。
デルンブルクは早くから企業再生家としての名声を得た。1901年にフーゴー・シュティンネスと共同して、利益を出せない様々な企業を合併させてドイツ＝ルクセンブルク鉱業精錬AG（DL）を設立した。同社はその後すぐにドイツ最大の鉱業コンツェルンの一つになった。デルンブルクはDLやフェニックス採鉱精錬AGなど、重工業界の多くの企業の取締役会で職を得た。
1902年、ケルンのチョコレート会社シュトルヴェルク兄弟OHG（Stollwerck）を株式会社（シュトルヴェルク兄弟AG）へと組織変更する仕事にも参加した。以前アメリカで優先株を買い集めた経験から、シュトルヴェルクの時もこの株式制度が導入されたのである。この組織変更の際、デルンブルクはダルムシュタット銀行と共同して指導し、シュトルヴェルクの取締役に就任した。
1906年には政治家に転身し、はじめ連邦参議院のプロイセン代表となり、1907年にはドイツ帝国の初代植民地相となった。デルンブルクの名前は、ドイツ植民地政策の本質的な改革者としてよく知られている。
植民地相退任後の1910年には、アジア旅立ちに出て日本と中国を訪問している。
第一次世界大戦後、ドイツ民主党の創設に加わり、1919年から翌年まで開催されたヴァイマル国民議会に参加した。1919年4月17日から6月20日まで、フィリップ・シャイデマン内閣の蔵相と副首相を勤めた。
1920年から1930年まで、民主党議員として活動した。

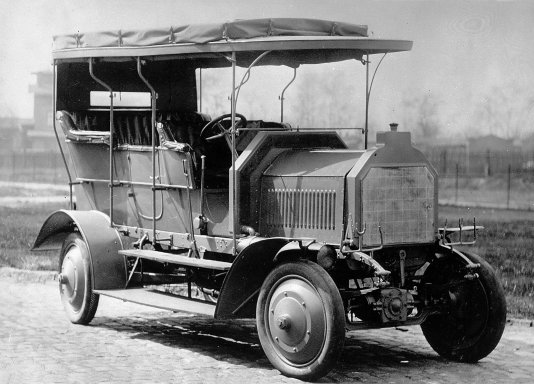
デルンブルク・ヴァーゲン

## デルンブルク・ヴァーゲン
1907年にダイムラー社が製作した自動車である。1903年にオランダのスパイカー社が内燃機関を持つ最初の全輪駆動車を開発したのに続く、「日常の移動の用に供する最初の全輪駆動の自家用車」（ダイムラー社）である。ベルンハルト・デルンブルクにちなんでデルンブルク・ヴァーゲン（Dernburg-Wagen）と名付けられた。1908年、デルンブルクはこの車をかつての植民地南西アフリカ（現在のナミビア）に持ち込み走らせた。その後現地の警察用車両に使用され、1910年までに約1万キロ走行したと言われている。

## 著書
- Koloniale Finanzprobleme, 1907
- Koloniale Lehrjahre, 1907
- Südwestafrikanische Eindrücke, 1909
- Industrielle Fortschritte in den Kolonien, 1909